# Туґхлакабад
28°30′53″ пн. ш. 77°15′36″ сх. д. / 28.514614343° пн. ш. 77.259971285° сх. д.
Туґхлакабад або Форт Туґхлакабад (англ. Tughlaqabad Fort, гінді तुग़लक़ाबाद क़िला, урду تغلق آباد قلعہ — Tughlaqabad Qila) — зруйнований форт в Делі, що простягнувся на 6,5 км та був збудований Ґіятх ал-Дін Туґхлаком, засновником Династії Туґхлак правителів Делійського султанату; одне з Семи міст Делі. Форт був заснований в 1321 році, але покинутий вже в 1327 році.

## Історія та легенди
Ґхазі Малік (пізніше Ґіятх ал-Дін Туґхлак) був васалом правителів Делійського султанату з династії Кхілджі. За переказами, під час одної подорожі, Ґхазі Малік запропонував султану Мубараку Кхілджі будівництво форту на цьому місці. Але султан лише розсміявся і запропонував васалу самому збудувати форт, коли він стане султаном.
У 1321, під час боротьби за престол серед членів династії Кхілджі, Ґхазі Малік захопив владу в султанаті, заснувавши династію Туґхлак. Він одразу ж почав будівництво нового міста, нової столиці, яка мала на меті вберегти султанат від нападів монголів.
Ґіятх ал-Дін Туґхлак вважався досить ліберальним правителем, проте для здійснення своєї мрії він зобов'язав всіх жителів Делі працювати над будівництвом нового форту. Це викликало легендарний конфлікт султана з суфійським проповідником Нізамуддіном Аулією, оскільки припинилось будівництво водойми суфія. В результаті суфійський проповідник прокляв султана і його форт, проголосивши, що «форт залишиться пустим», і що «Делі ще далеко» (останнє висловлення було зроблене під час кампанії султана в Бенгалі). Ці пророцтва збулися, султан не повернувся з походу, ймовірно вбитий власним сином в 1324 році, а форт був покинутий кількома роками пізніше.

## Архітектура
Туґхлакабад має вигляд масивного кам'яного форту, що оточує місто неправильної форми. Нахилені та наповнені камінням стіни мали висоту 10-15 м, із захисними укріпленнями на вершині та круглими бастіонами на певній відстані один від одного. Місто спочатку мало 52 брами, з яких залишилося 13. У місті було розташовано кілька басейнів для збору дощової води. Все місто поділялося на три частини: житловий район, цитадель, та район палацу, сполученого із цитаделлю.
Більша частина міста недоступна зараз через щільні зарості. Частина старого міста зайнята сучасною забудовою, особливо біля озер.
На південь від міста знаходиться добре збережений мавзолей Ґіятха ал-Дін Туґхлака, сполучений з фортом естакадою, що проходить над колишнім озером.
На південному сході знаходиться фортеця Аділабад, збудована пізніше в схожому стилі.

## Галерея

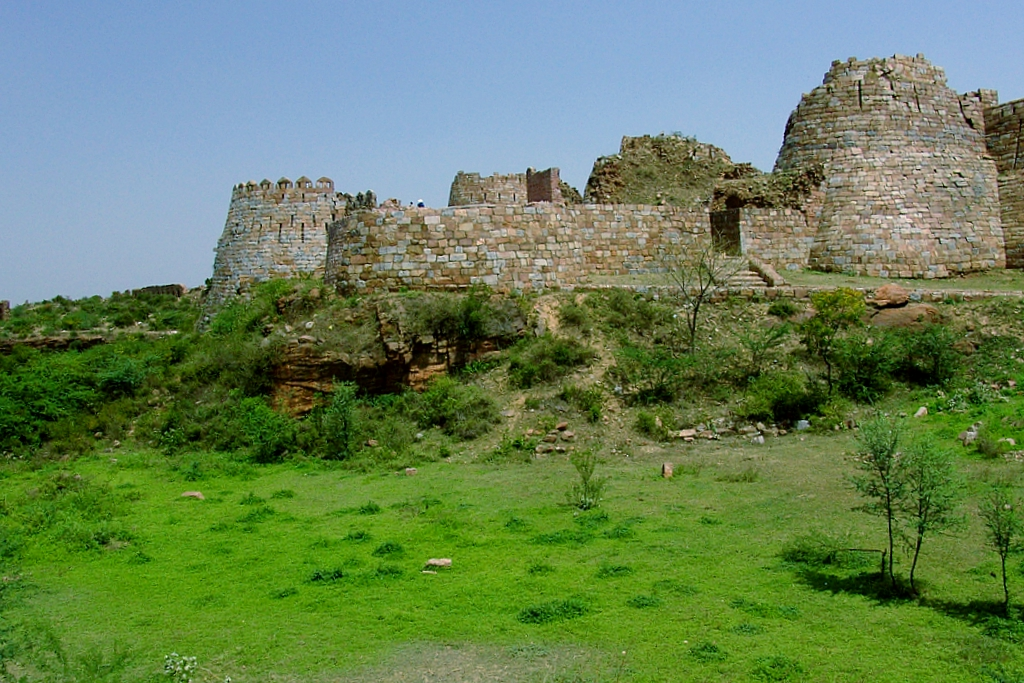
Форт Туґхлакабад
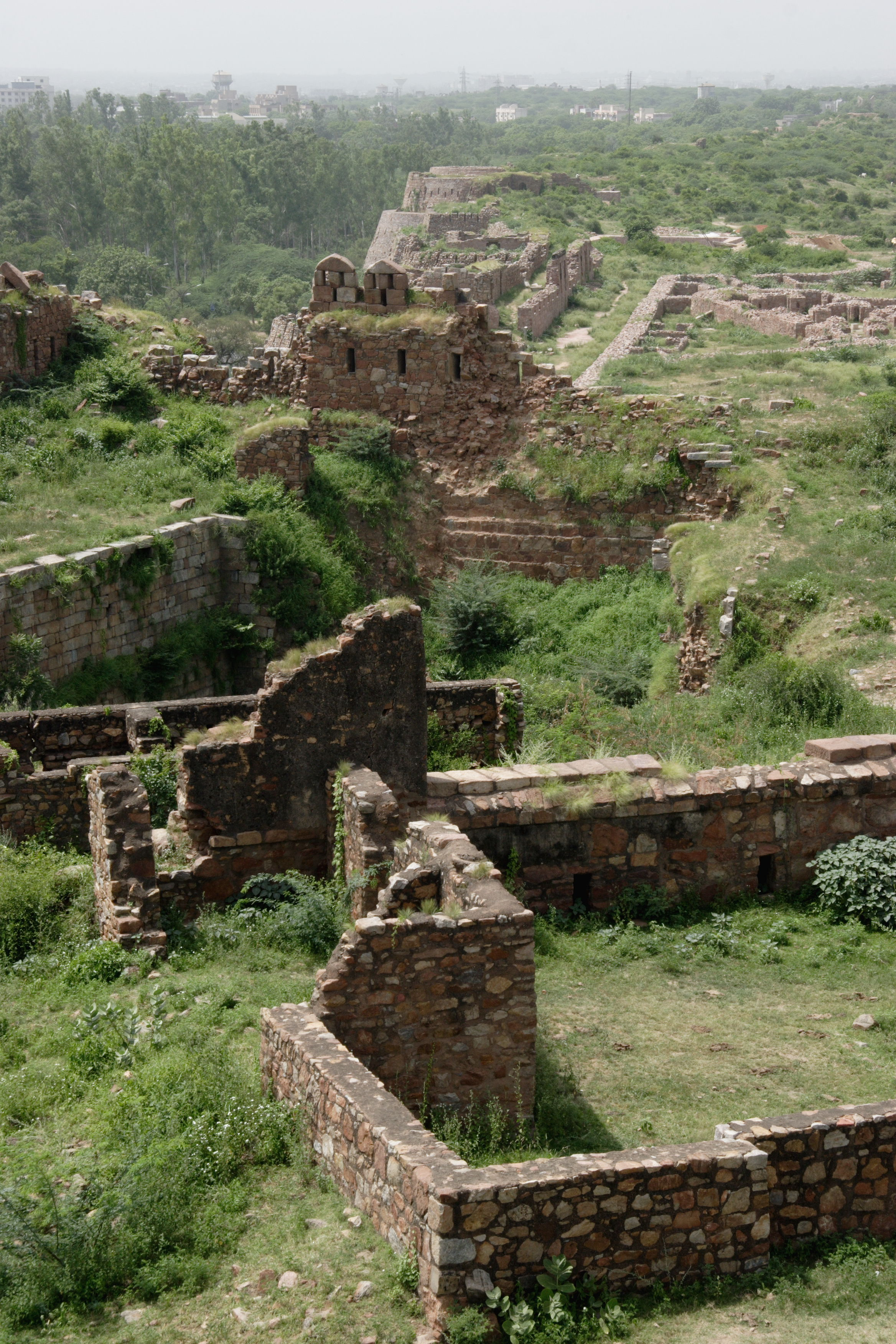
Масивні фортифікації форту
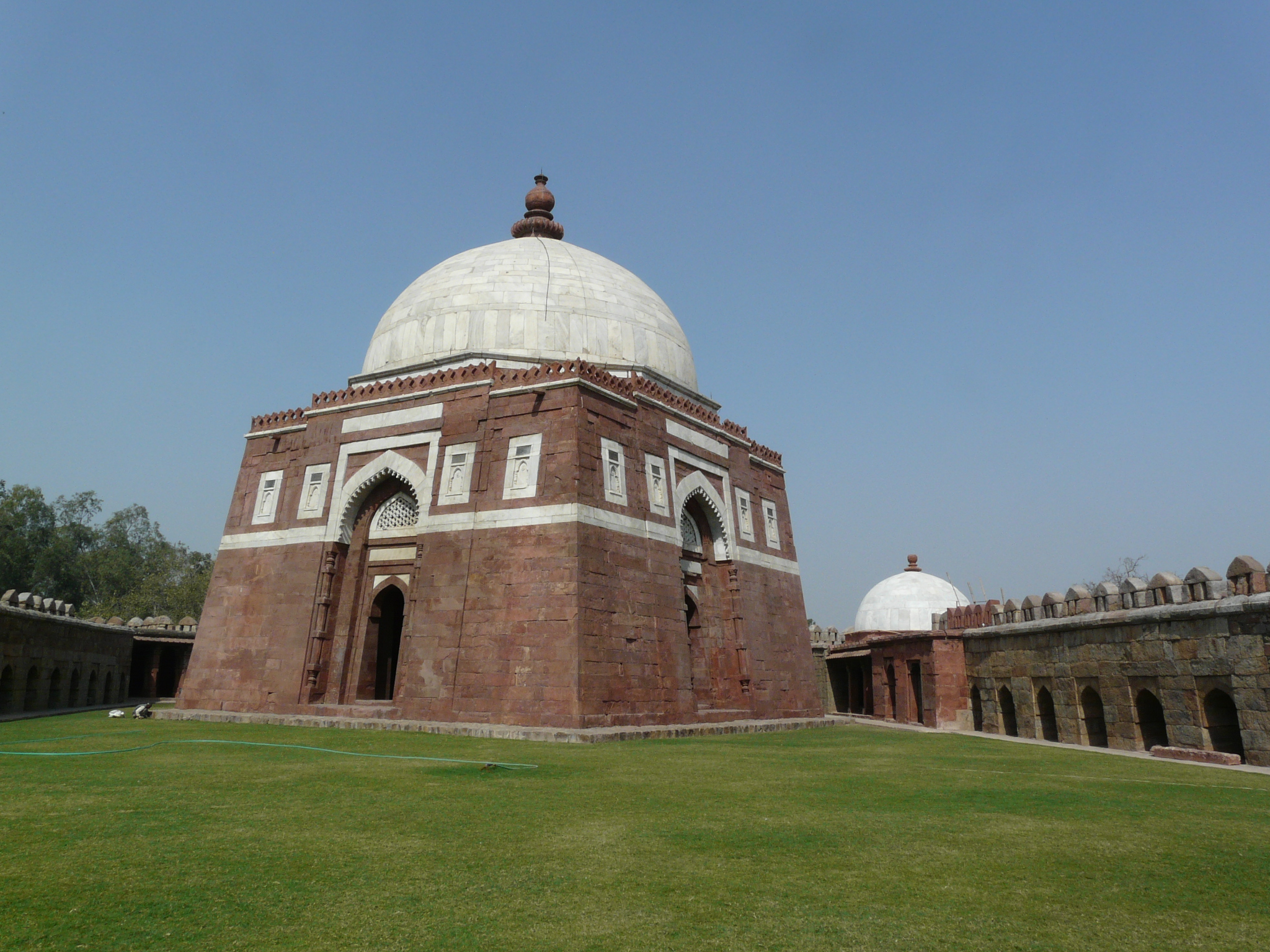
Мавзолей Ґіятха ал-Дін Туґхлака
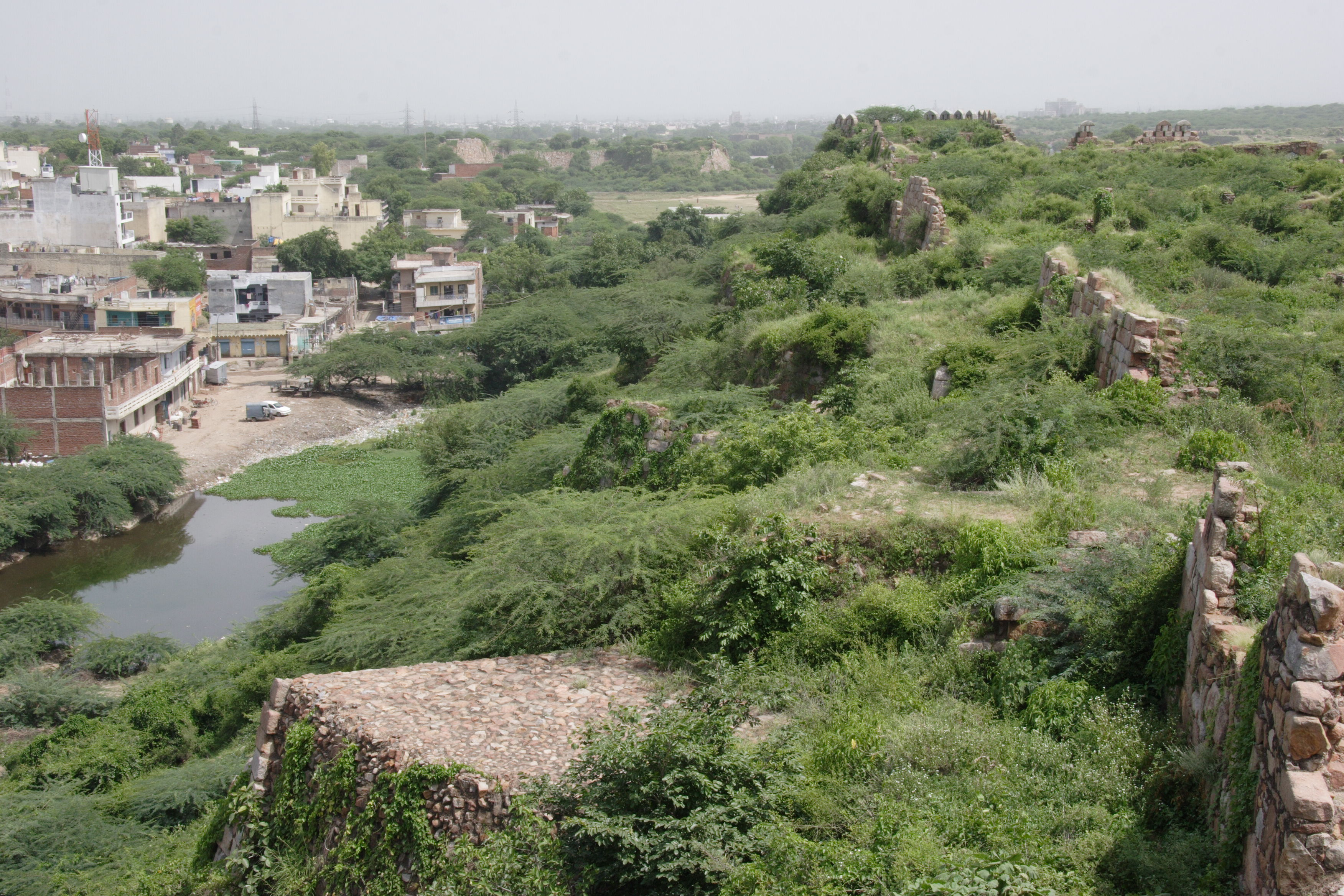
Сучасні поселення біля старого міста
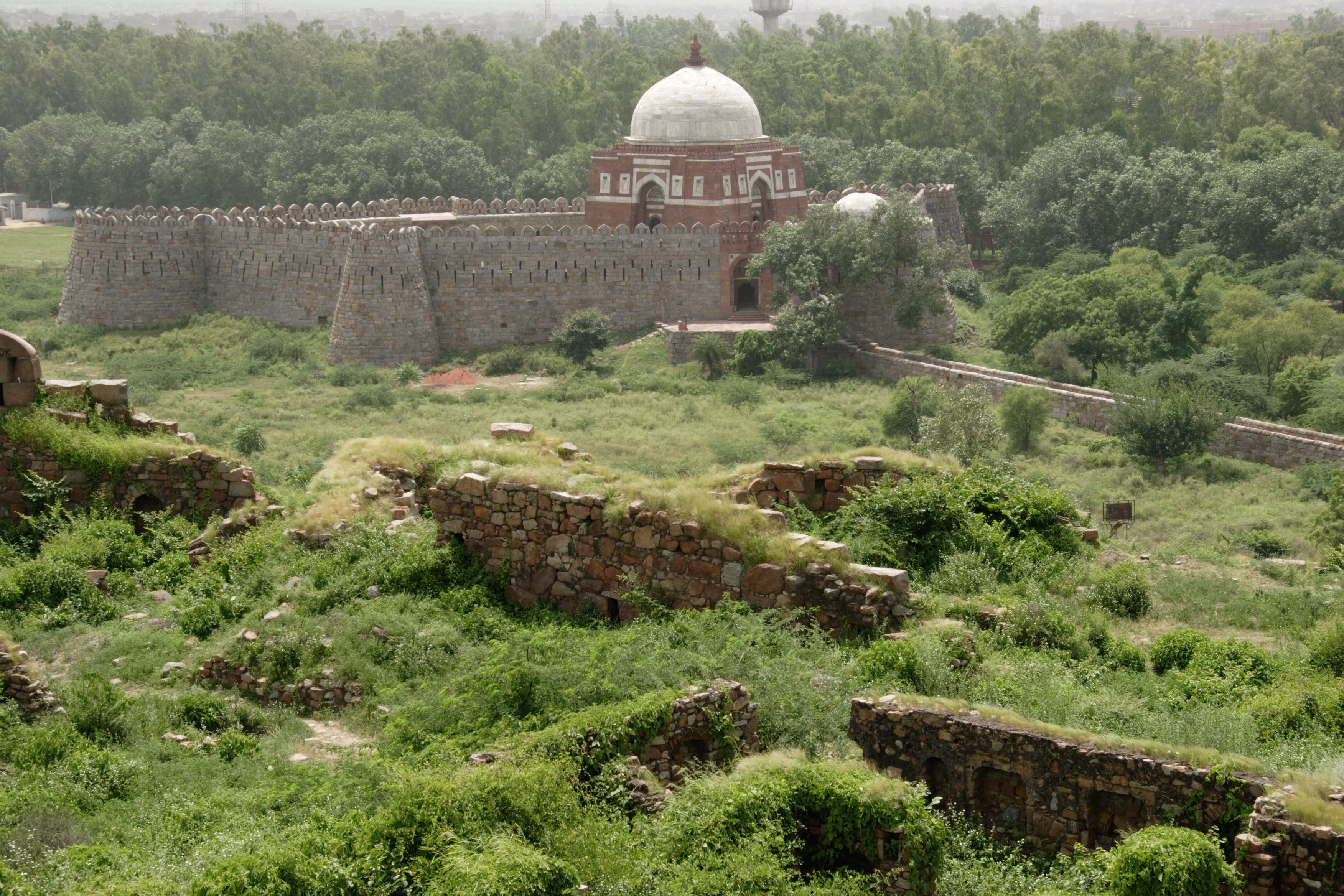
Мавзолей Ґіятха ал-Дін Туґхлака, вид з Туґхлакабада
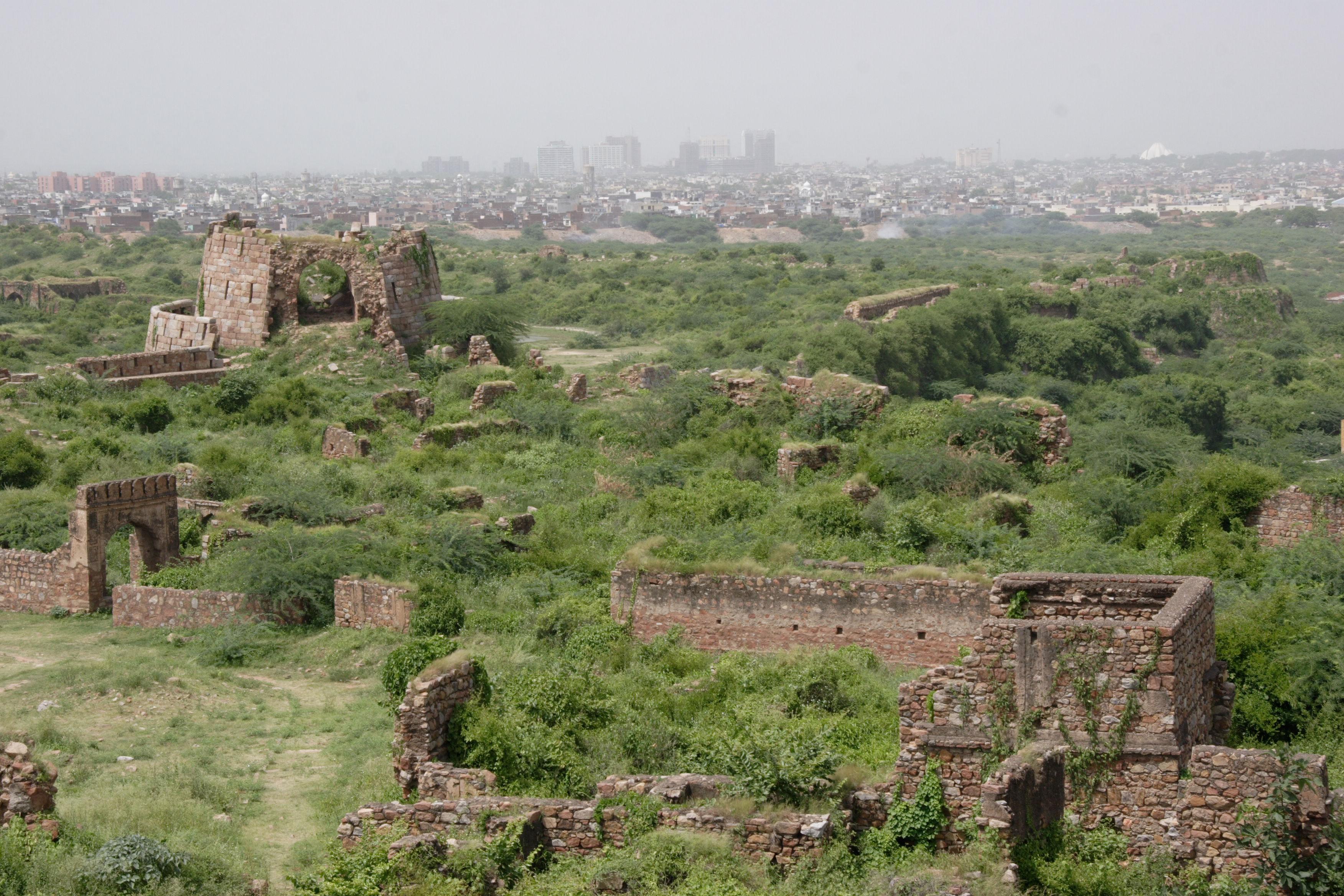
Вид з центру Туґхлакабада на північ
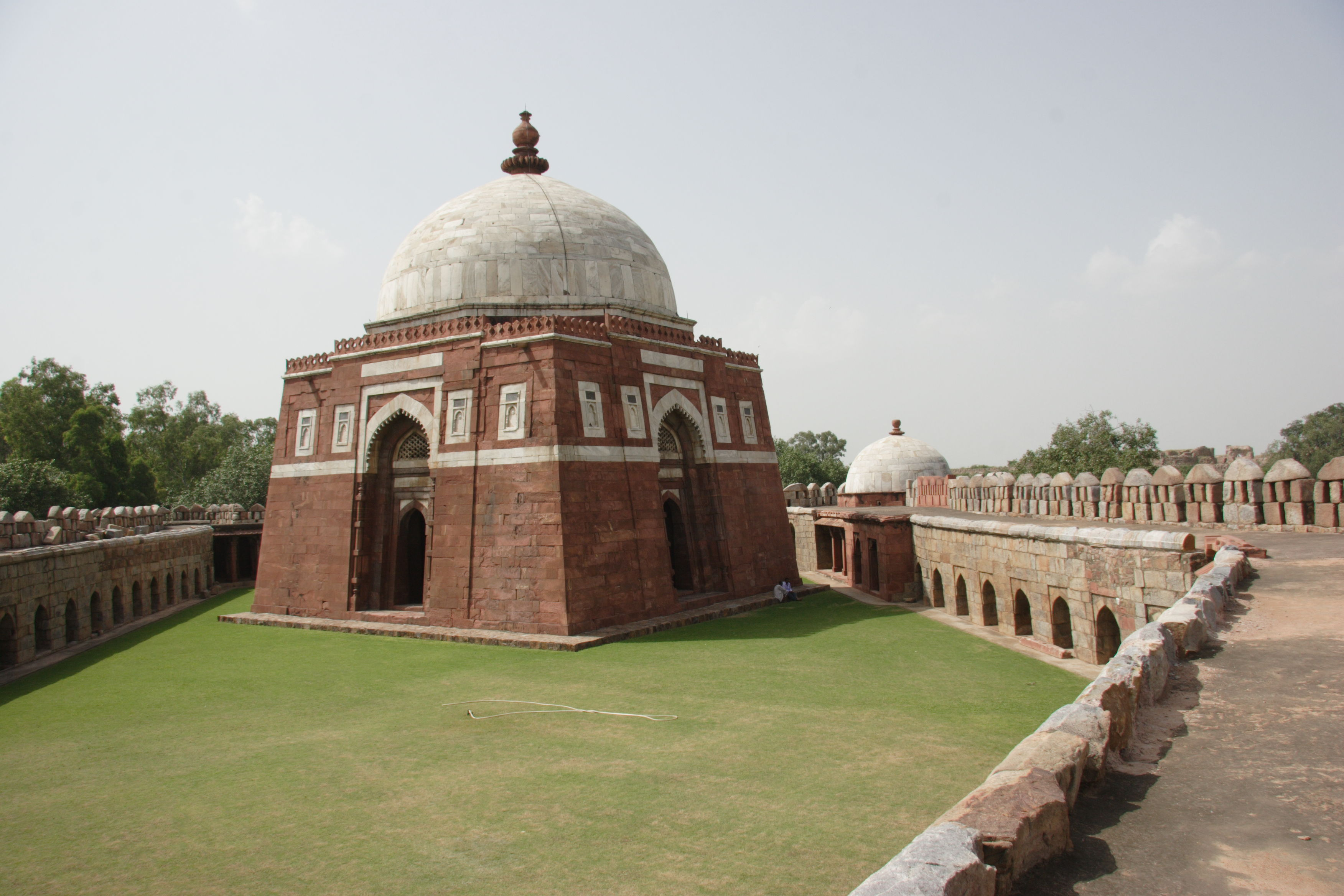
Мавзолей Ґіятха ал-Дін Туґхлака
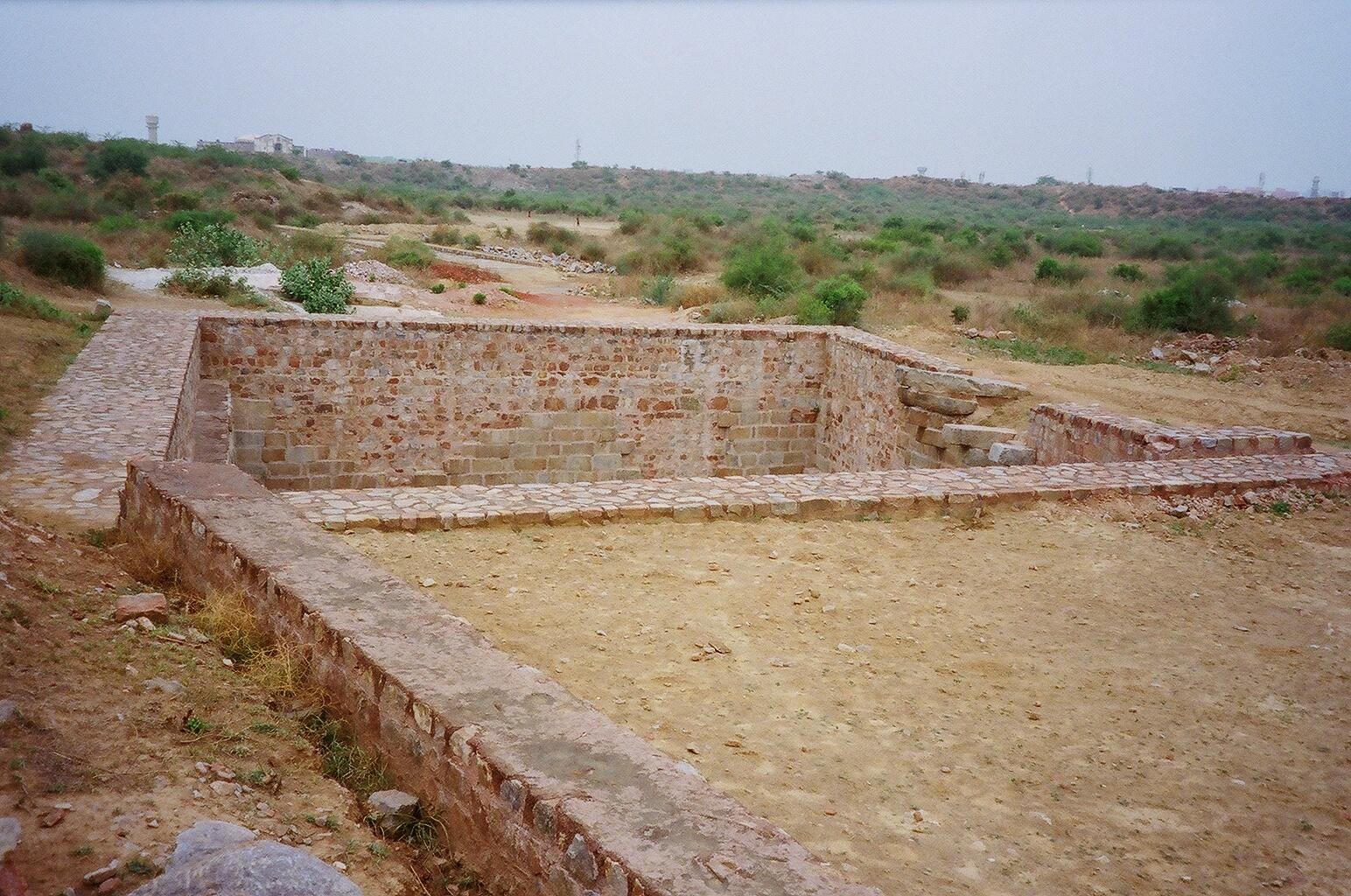
Колодязь в Туґхлакабаді
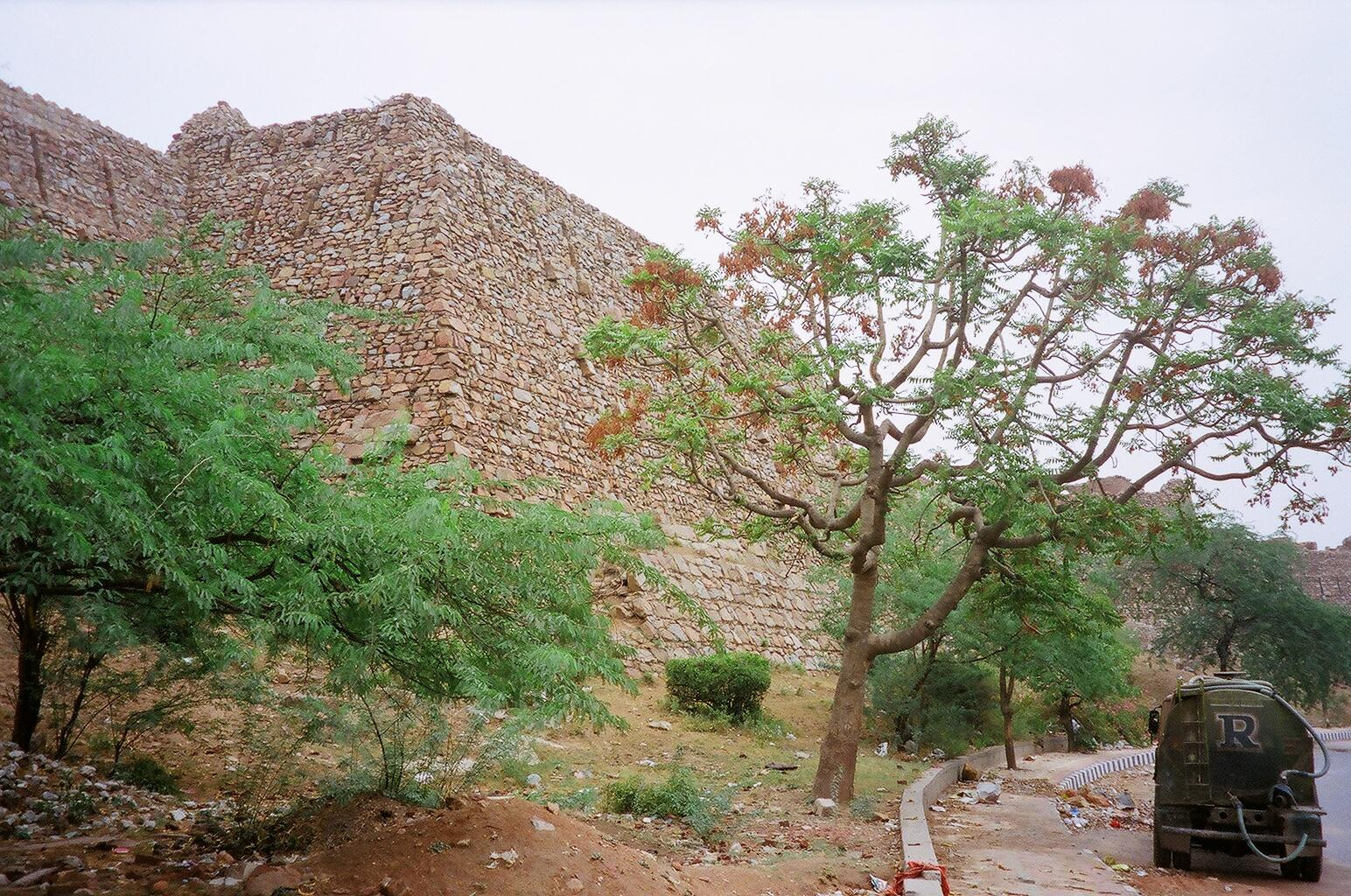
Укріплення Туґхлакабада
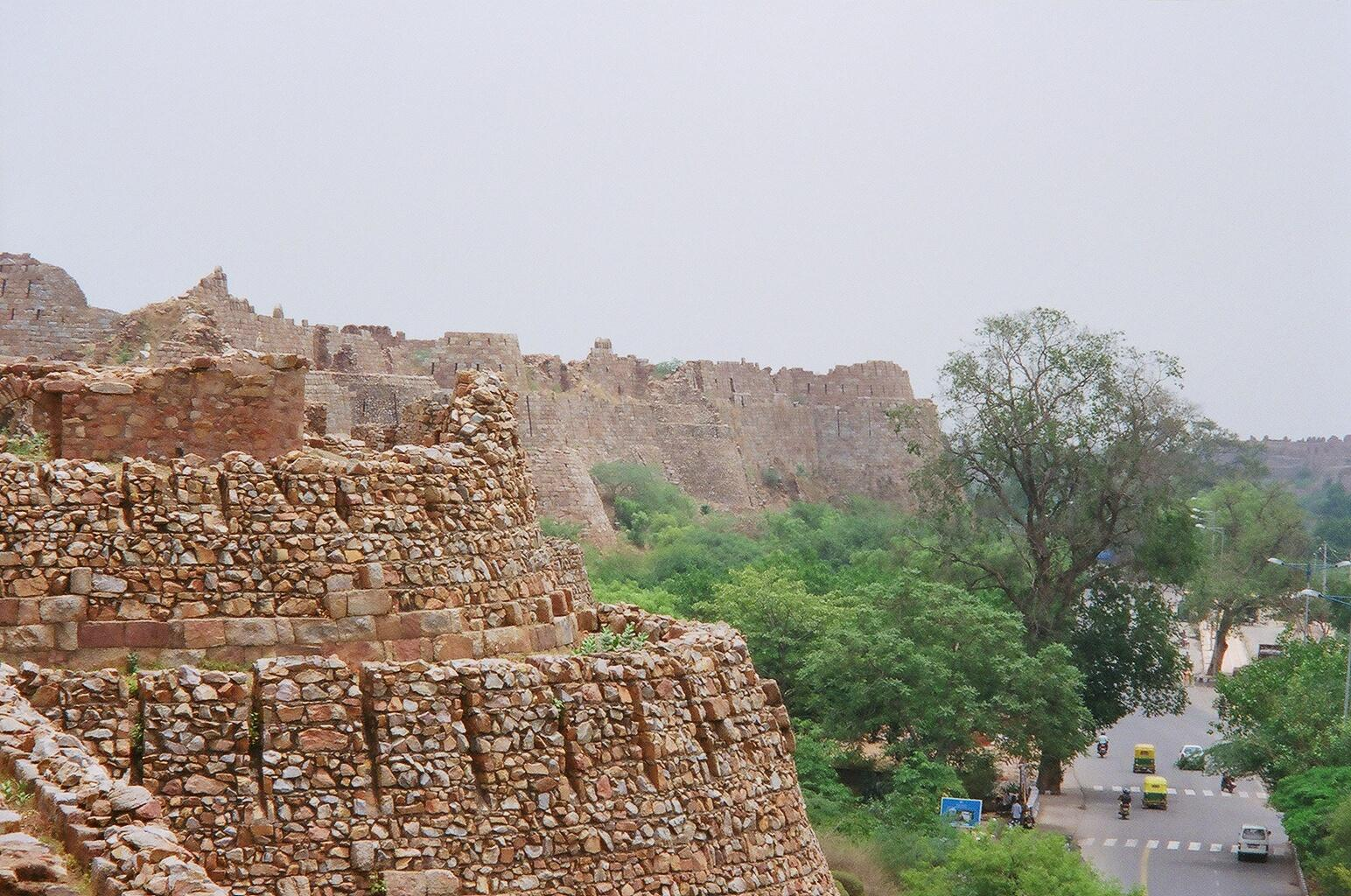
Укріплення Туґхлакабада
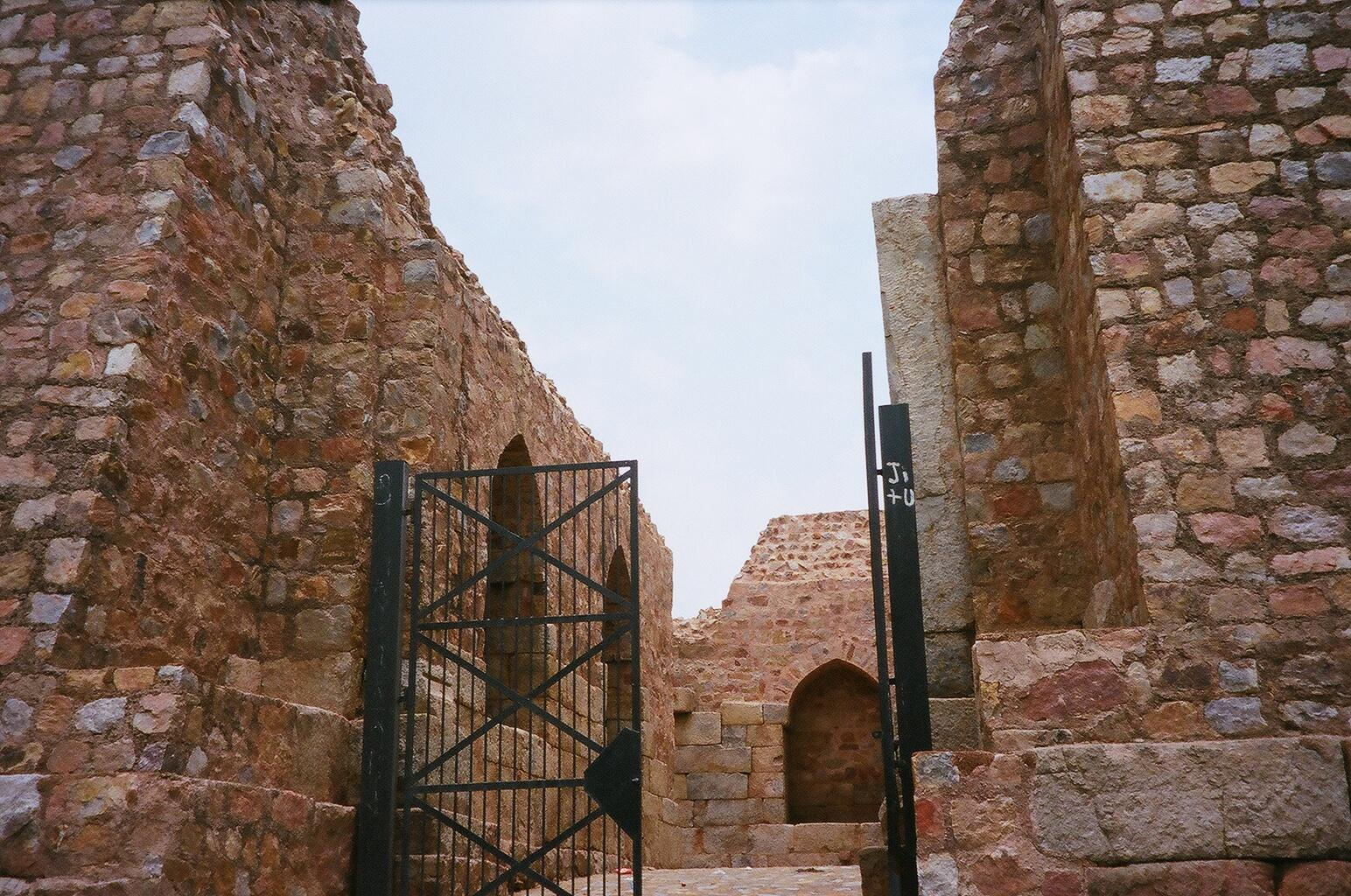
Південна брама Туґхлакабада

1. 1 2  https://asi.nic.in/wp-content/uploads/2021/08/N.C.T.-of-Delhi-Delhi-Circle.pdf